# Gran Premio de los Países Bajos de Motociclismo de 1963
El Gran Premio de los Países Bajos de Motociclismo de 1963 fue la quinta prueba de la temporada 1963 del Campeonato Mundial de Motociclismo. El Gran Premio se disputó el 29 de junio de 1963 en el Circuito de Assen.

## Resultados 500cc
En 500cc, el equipo Geoff Duke en Assen logró ganar con la Gilera 500 4C de seis años, pero solo después de que Mike Hailwood con la MV Agusta 500 4C se descartó. John Hartle ganó por delante de su compañero Phil Read. Alan Shepherd continuó su buen desempeño en 1962 con la Matchless G50 y terminó tercero. Los Gileras ahora ocupan los dos primeros lugares en la clasificación de la Copa del Mundo.
| Pos.    | Piloto               | Equipo             | Tiempo       | Pts. |  |
| ------- | -------------------- | ------------------ | ------------ | ---- |  |
| 1       | John Hartle          | Gilera             | 1h 05' 12" 2 | 8    |  |
| 2       | Phil Read            | Gilera             | +4" 6        | 6    |  |
| 3       | Alan Shepherd        | Matchless          | +2' 18" 6    | 4    |  |
| 4       | Jack Ahearn          | Norton             | +2' 41" 8    | 3    |  |
| 5       | Fred Stevens         | Norton             | +3' 09" 9    | 2    |  |
| 6       | Sven-Olov Gunnarsson | Norton             | +1 Vuelta    | 1    |  |
| 7       | Maurice Low          | Matchless          | +1 Vuelta    |      |  |
| 8       | Sid Mizen            | Matchless          | +1 Vuelta    |      |  |
| 9       | Walter Scheimann     | Norton             | +1 Vuelta    |      |  |
| 10      | Raymond Shaw         | Matchless          | +1 Vuelta    |      |  |
| 11      | Karl Recktenwald     | Norton             | +1 Vuelta    |      |  |
| 12      | Nikolai Sevostianov  | CKEB               | +2 Vueltas   |      |  |
| 13      | John Somers          | Norton             | +2 Vueltas   |      |  |
| Ret     | Edy Lenz             | Norton             | Ret          |      |  |
| Ret     | Ladi Richter         | Norton             | Ret          |      |  |
| Ret     | Rudi Thalhammer      | Norton             | Ret          |      |  |
| Ret     | Dennis Fry           | Norton             | Ret          |      |  |
| Ret     | Jack Findlay         | McIntyre-Matchless | Ret          |      |  |
| Ret     | František Šťastný    | Jawa               | Ret          |      |  |
| Ret     | Lothar John          | Norton             | Ret          |      |  |
| Ret     | Dan Shorey           | Matchless          | Ret          |      |  |
| Ret     | Dennis Ainsworth     | Matchless          | Ret          |      |  |
| Ret     | Mike Hailwood        | MV Agusta          | Ret          |      |  |
| Ret     | Joop Vogelzang       | Norton             | Ret          |      |  |
| Fuente: |                      |                    |              |      |  |

## Resultados 350cc
En 350 c.c., Geoff Duke se vio obligado a no correr con la Gilera de 350cc ya que no podía tenía piezas. Jim Redman no tenía ese problema con la Honda RC 171. Ganó por tercera vez consecutiva y tomaba una gran ventaja en la clasificación de la Copa del Mundo. Mike Hailwood terminó segundo con la MV Agusta 350 4C y Luigi Taveri, tercero.
| Pos. | Piloto              | Moto      | Tiempo       | Pts. |
| ---- | ------------------- | --------- | ------------ | ---- |
| 1    | Jim Redman          | Honda     | 1h 06' 04" 1 | 8    |
| 2    | Mike Hailwood       | MV Agusta | +32" 5       | 6    |
| 3    | Luigi Taveri        | Honda     | +1' 41" 2    | 4    |
| 4    | František Št'astný  | Jawa      | +2' 47" 1    | 3    |
| 5    | Jack Ahearn         | Norton    | +3' 01" 2    | 2    |
| 6    | Gustav Havel        | Jawa      | +1 Vuelta    | 1    |
| 7    | Karl Hoppe          | AJS       | +1 Vuelta    |      |
| 8    | Fred Stevens        | Norton    | +1 Vuelta    |      |
| 9    | Dennis Ainsworth    | Norton    | +1 Vuelta    |      |
| 10   | Dan Shorey          | AJS       | +1 Vuelta    |      |
| 11   | Ladi Richter        | Norton    | +2 Vueltas   |      |
| 12   | Eduard Lenz         | Norton    | +2 Vueltas   |      |
| Ret  | Endel Kiisa         | CKB       | Ret          |      |
| Ret  | Nikolai Sevostianov | CKB       | Ret          |      |
| Ret  | Rudolf Thalhammer   | Norton    | Ret          |      |
| Ret  | Jury Randla         | CKB       | Ret          |      |
| Ret  | Remo Venturi        | Bianchi   | Ret          |      |

## Resultados 250cc
En el cuarto de litro, Tarquinio Provini ya había ganado dos carreras con su Moto Morini 250 Bialbero monocilíndrica, pero se había saltado la TT de Man y ahora también se encontró con la oposición de Fumio Ito con su Yamaha RD 56. Jim Redman (Honda RC 163) ganó la carrera por delante de Ito y Provini.
| Pos. | Piloto              | Moto        | Tiempo     | Pts. |
| ---- | ------------------- | ----------- | ---------- | ---- |
| 1    | Jim Redman          | Honda       | 56' 39" 1  | 8    |
| 2    | Fumio Itō           | Yamaha      | +34" 9     | 6    |
| 3    | Tarquinio Provini   | Moto Morini | +52"       | 4    |
| 4    | Yoshikazu Sunako    | Yamaha      | +3' 04" 7  | 3    |
| 5    | Tommy Robb          | Honda       | +5' 33" 2  | 2    |
| 6    | Cas Swart           | Honda       | +1 Vuelta  | 1    |
| 7    | Ginger Molloy       | Bultaco     | +1 Vuelta  |      |
| 8    | Stanislav Malina    | ČZ          | +1 Vuelta  |      |
| 9    | Trevor Barnes       | Moto Guzzi  | +2 Vueltas |      |
| 10   | Siegfried Lohmann   | Adler       | +2 Vueltas |      |
| Ret  | Endel Kiisa         | CKB         | Ret        |      |
| Ret  | Nikolai Sevostianov | CKB         | Ret        |      |

## Resultados 125cc
Jim Redman se estrelló en 125cc y se rompió una clavícula, lo que lo obligó a perderse la Gran Premio de Bélgica. Las Suzuki RT 63 fueron nuevamente demasiado fuertes para las Honda RC145 y Hugh Anderson ganó por delante de su compañero Frank Perris. Luigi Taveri terminó tercero con Honda.
| Pos. | Piloto               | Moto    | Tiempo     | Pts. |
| ---- | -------------------- | ------- | ---------- | ---- |
| 1    | Hugh Anderson        | Suzuki  | 48' 54" 1  | 8    |
| 2    | Frank Perris         | Suzuki  | +8" 7      | 6    |
| 3    | Luigi Taveri         | Honda   | +44" 7     | 4    |
| 4    | Bert Schneider       | Suzuki  | +1' 59"    | 3    |
| 5    | Kunimitsu Takahashi  | Honda   | +2' 01" 8  | 2    |
| 6    | Tommy Robb           | Honda   | +2' 18" 3  | 1    |
| 7    | Cees van Dongen      | Honda   | +3' 21" 2  |      |
| 8    | Stanislav Malina     | ČZ      | +1 Vuelta  |      |
| 9    | Walter Scheimann     | Honda   | +1 Vuelta  |      |
| 10   | Sven-Olof Gunnarsson | Honda   | +1 Vuelta  |      |
| 11   | Giuseppe Visenzi     | Ducati  | +1 Vuelta  |      |
| 12   | Rolf Amfaldern       | Honda   | +1 Vuelta  |      |
| 13   | Jan Huberts          | Honda   | +1 Vuelta  |      |
| 14   | Cas Swart            | Ducati  | +2 Vueltas |      |
| 15   | Han Leenheer         | Ducati  | +2 Vueltas |      |
| Ret  | Jim Redman           | Honda   | Ret        |      |
| Ret  | Jean-Pierre Beltoise | Bultaco | Ret        |      |
| Ret  | Ernst Degner         | Suzuki  | Ret        |      |

## Resultados 50cc
| Pos. | Piloto               | Moto     | Tiempo    | Pts. |
| ---- | -------------------- | -------- | --------- | ---- |
| 1    | Ernst Degner         | Suzuki   | 31' 05" 2 | 8    |
| 2    | Hugh Anderson        | Suzuki   | +6" 5     | 6    |
| 3    | Michio Ichino        | Suzuki   | +7" 9     | 4    |
| 4    | Isao Morishita       | Suzuki   | +15" 2    | 3    |
| 5    | Mitsuo Itoh          | Suzuki   | +38" 7    | 2    |
| 6    | Hans-Georg Anscheidt | Kreidler | +43"      | 1    |
| 7    | Alberto Pagani       | Kreidler | +43" 5    |      |
| 8    | Cees van Dongen      | Kreidler | +1' 27" 6 |      |
| 9    | Jean-Pierre Beltoise | Kreidler | +1' 47" 9 |      |
| 10   | Jan Huberts          | Derbi    | +3' 06" 2 |      |
| 11   | José María Busquets  | Derbi    | +3' 18" 3 |      |